# Aleksandar Zwetkow (Schachspieler)
Aleksandar Christow Zwetkow (bulgarisch Александър Христов Цветков, Schreibweise beim Weltschachverband FIDE Alexandar K. Tsvetkov; * 7. Oktober 1914 in Kavakli; † 29. Mai 1990 in Sofia) war ein bulgarischer Schachspieler.
Die bulgarische Einzelmeisterschaft konnte er sechsmal (1938, 1940, 1945, 1948, 1950 und 1951) gewinnen. Er spielte für Bulgarien bei drei Schacholympiaden: 1939, 1954 und 1956 sowie bei der inoffiziellen Schacholympiade 1936. Außerdem nahm er an zwei Schachbalkaniaden (1946 und 1947) teil.
1947 in Hilversum und 1951 in Mariánské Lázně nahm Zwetkow an den Zonenturnieren zur Schachweltmeisterschaft teil, konnte allerdings nur hintere Plätze erreichen.